# Sportvereinigung 07 Elversberg Saar
Lo Sportvereinigung 07 Elversberg Saar, noto anche come SpVgg 07 Elversberg, è una società calcistica tedesca con sede a Spiesen-Elversberg. Milita in 2. Bundesliga, la seconda serie del campionato tedesco.

## Storia
Il club fu fondato nel 1907 con il nome di FC Germania Elversberg. Fu sciolto nel 1914 e poi ricostituito nel 1918 con il nome di Sportvereinigung VfB Elversberg. Nel 1921-22 partecipò alla Kreisliga Saar. Dopo la seconda guerra mondiale una serie di associazioni locali si riunirono per formare lo Sportgemeinde Elversberg. Dal 1951 al 1960 l'SV disputò la Saarland Amateurliga (III), in seguito ebbe momenti di crisi e finì a giocare tra i dilettanti, ma nel 1980 ritornò in Amateur Oberliga Südwest (III) per sette stagioni. In seguito per una decina di anni si alternò tra la Saar Verbandsliga (IV) e la Saarland Landesliga/Nordost (V), prima di arrivare in Regionalliga. Dal 1998 al 2008 ha partecipato alla Regionalliga Süd (III), mentre a partire dal 2008-09 si è trasferito in Regionalliga West. La squadra riserve disputa la Oberliga.
A cavallo tra il 2022 e il 2023 l'Elversberg ottiene una storica doppia promozione dalla Regionalliga alla 2. Bundesliga, laureandosi campione della 3. Liga. Termina il campionato 2023-2024 all'11° posto, mentre nella stagione successiva si classifica terzo e accede allo spareggio promozione-retrocessione contro l'Heidenheim, classificatosi terzultimo in Bundesliga; la sfida si conclude con la sconfitta complessiva per 3-4 dell'Elversberg.

## Palmarès

### Competizioni nazionali
- 3. Liga: 1

2022-2023
- Fußball-Regionalliga: 1

2021-2022

### Competizioni regionali
- Oberliga Südwest: 2

1995-1996, 1997-1998
- Verbandsliga Saarland: 3

1979-1980, 1993-1994, 2007-2008 (squadra riserve)
- Coppa del Saarland: 1

2008-2009

## Rosa 2024-2025
| N. |                       | Ruolo | Calciatore         |
| -- | --------------------- | ----- | ------------------ |
| 1  | Germania (bandiera)   | P     | Frank Lehmann      |
| 4  | Germania (bandiera)   | C     | Kevin Conrad       |
| 5  | Germania (bandiera)   | D     | Frederik Jäkel     |
| 6  | Svizzera (bandiera)   | C     | Patryk Dragon      |
| 7  | Germania (bandiera)   | C     | Manuel Feil        |
| 8  | Germania (bandiera)   | D     | Semih Şahin        |
| 9  | Germania (bandiera)   | A     | Dominik Martinović |
| 10 | Germania (bandiera)   | C     | Jannik Rochelt     |
| 11 | Germania (bandiera)   | C     | Luca Dürholtz      |
| 13 | Portogallo (bandiera) | D     | Marcel Correia     |
| 14 | Germania (bandiera)   | C     | Robin Fellhauer    |
| 17 | Germania (bandiera)   | C     | Paul Wanner        |
| 18 | Francia (bandiera)    | D     | Hugo Vandermersch  |
| 19 | Germania (bandiera)   | D     | Lukas Pinckert     |
| 20 | Austria (bandiera)    | P     | Nicolas Kristof    |

| N. |                      | Ruolo | Calciatore         |
| -- | -------------------- | ----- | ------------------ |
| 21 | Germania (bandiera)  | A     | Paul Stock         |
| 22 | Germania (bandiera)  | C     | Joseph Boyamba     |
| 23 | Germania (bandiera)  | D     | Carlo Sickinger    |
| 24 | Germania (bandiera)  | A     | Luca Schnellbacher |
| 25 | Germania (bandiera)  | C     | Sebastian Saftig   |
| 26 | Germania (bandiera)  | D     | Arne Sicker        |
| 28 | Germania (bandiera)  | P     | Tim Boss           |
| 29 | Danimarca (bandiera) | A     | Wahid Faghir       |
| 30 | Germania (bandiera)  | C     | Muhammed Damar     |
| 31 | Germania (bandiera)  | C     | Thore Jacobsen     |
| 33 | Germania (bandiera)  | D     | Maurice Neubauer   |
| 35 | Austria (bandiera)   | D     | Nico Antonitsch    |
| 36 | Germania (bandiera)  | D     | Dylan Downey       |
| 37 | Germania (bandiera)  | D     | Luis Kerner        |
| 38 | Germania (bandiera)  | D     | Elias Baum         |

## Statistiche e record

### Partecipazione ai campionati
| Livello | Categoria     | Partecipazioni | Debutto   | Ultima stagione | Totale |
| ------- | ------------- | -------------- | --------- | --------------- | ------ |
| 2º      | 2. Bundesliga | 3              | 2023-2024 | 2025-2026       | 3      |
| 3º      | Amateurliga   | 10             | 1951-1952 | 1962-1963       | 30     |
| 3º      | Oberliga      | 7              | 1980-1981 | 1986-1987       | 30     |
| 3º      | Regionalliga  | 11             | 1996-1997 | 2007-2008       | 30     |
| 3º      | 3. Liga       | 2              | 2013-2014 | 2022-2023       | 30     |
| 4º      | Verbandsliga  | 1              | 1987-1988 | 1987-1988       | 17     |
| 4º      | Oberliga      | 3              | 1994-1995 | 1997-1998       | 17     |
| 4º      | Regionalliga  | 11             | 2008-2009 | 2021-2022       | 17     |